# Demokratyczna Partia Albanii
Demokratyczna Partia Albanii (alb. Partia Demokratike e Shqipërisë) – prawicowa albańska partia polityczna. W sferze gospodarczej pozostająca zwolennikiem liberalizmu, a w społecznej konserwatyzmu. Odegrała kluczową rolę w zlikwidowaniu rządu komunistycznego w Albanii i pozostawała u władzy w latach 1992–1997, pod przywództwem Saliego Berishy i Aleksandra Meksiego. Rząd podał się do dymisji w 1997, wskutek kryzysu ekonomiczno-społecznego. Władzę przejęli socjaliści.
Partia jest częścią koalicji Unia dla Zwycięstwa (alb. Bashkimi për Fitoren), która uzyskała 37.1% głosów w wyborach parlamentarnych w 2001, co dało 46 miejsc w parlamencie. W czerwcu 2005 miały miejsce kolejne wybory, Partia Demokratyczna zdobyła 55 miejsc (ze 140 ogółu), a ich sprzymierzeńcy – 18. To dało 73 miejsca, co umożliwiło im ponowne utworzenie rządu, z Sali Berishą na czele.

## Poparcie
| Wybory | Poparcie (Okręgi wielomandatowe) | Zmiana punktów procentowych | Okręgi wielomandatowe | Okręgi jednomandatowe | Suma | Zmiana |
| ------ | -------------------------------- | --------------------------- | --------------------- | --------------------- | ---- | ------ |
| 1992   | 62,3%                            | -                           | ?                     | ?                     | 92   | -      |
| 1996   | 55,53%                           | 6,77                        | ?                     | ?                     | 122  | 30     |
| 1997   | ?                                | -                           | 8                     | 17                    | 25   | 97     |
| 2001   | 36,81%                           | ?                           | ?                     | ?                     | 46   | 21     |
| 2005   | ?                                | ?                           | ?                     | ?                     | 56   | 10     |
| 2009   | ?                                | ?                           | ?                     | ?                     | 68   | 12     |